# 129187 Danielalfred
129187 Danielalfred este o planetă minoră (asteroid) din centura de asteroizi. A fost descoperită pe 11 iunie 2005 la Catalina Station⁠(d) de Catalina Sky Survey. 
Obiectul prezintă o orbită caracterizată de o semiaxă mare de 2,597687321075 UAi, o excentricitate de 0,13, o înclinație de 29,2 ° în raport cu ecliptica.